# Памятники героям Первой мировой войны
Памятники героям Первой мировой войны:

Памятник героям Первой мировой войны (Ростов-на-Дону)

- Памятник воинам 209-го пехотного Богородского полка, павшим в Первой мировой войне (Ногинск, бывший Богородск) — памятник открытый 26 сентября 2009 г.[1]

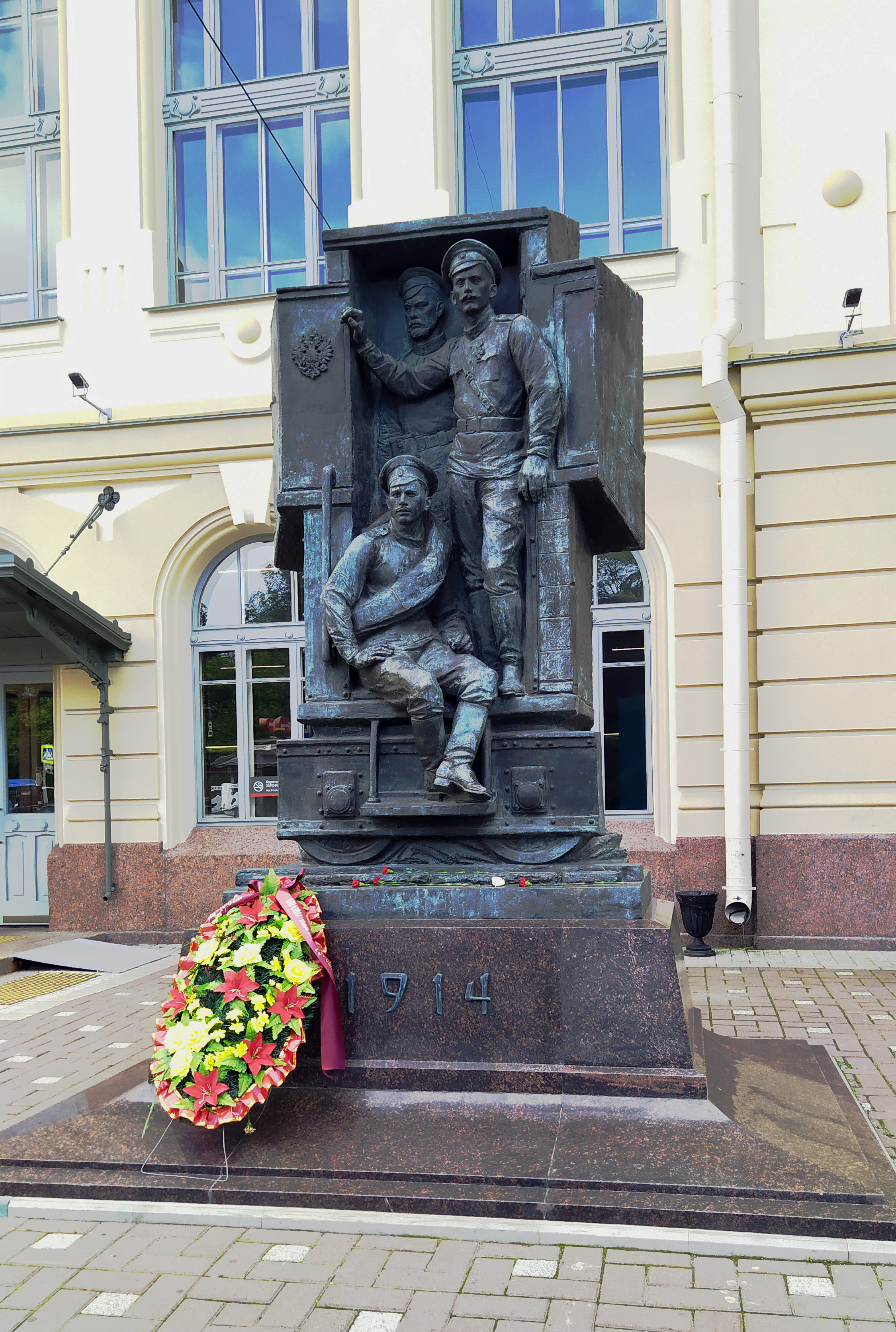
Памятник героям Первой мировой войны у Витебского вокзала, Санкт-Петербург.

- Памятник героям Первой мировой войны (Азов) — открыт в 2012 году в Азове.
- Памятник героям Первой мировой войны (Калининград) — открыт 30 мая 2014 года в Калининграде.
- Памятник Героям Первой мировой войны (Краснодар) — открыт в 2016 году в Краснодаре.
- Памятник героям Первой мировой войны (Липецк) — открыт 8 августа 2014 года в Липецке.
- Памятник героям Первой мировой войны (Москва) — открыт на Поклонной горе в Москве 1 августа 2014 года.
- Псков:
  - Памятник героям Первой мировой войны (Псков) — открыт 22 августа 2014 года в Пскове.
  - Памятник землякам-солдатам Первой мировой войны — открыт 6 августа 2015 года в Пскове.
- Пушкин:
  - Памятник героям Первой мировой войны (Пушкин) — памятник русским воинам, погибшим в годы Первой мировой войны, установлен к 90-летию окончания войны недалеко от Казанского кладбища города Пушкина (Царского Села).
  - Памятник «1914» — открыт 1 августа 2018 года у Екатерининского собора, изображает фигуру полкового священника РИА[2].
- Памятник героям Первой мировой войны (Ростов-на-Дону)
- Памятник героям Первой мировой войны (Санкт-Петербург) — памятник русским воинам Первой мировой войны, установлен у Витебского вокзала и открыт 1 августа 2014 года.

- Памятник героям Первой мировой войны (Батайск) — памятник, открытый 8 октября 2014 г. на привокзальной площади города Батайска (Ростовская область), скульптор С. Исаков
- Мемориал воинам Первой мировой войны на Братском военном кладбище Минска. Открыт 14 августа 2011 года.

Мемориальные доски героям Первой мировой войны:
- Мемориальная доска пензенцам — участникам Первой мировой войны — мемориальная доска солдатам и офицерам 45-й пехотной дивизии Русской императорской армии, открытая в Пензе 15 декабря 2014 года.